# Gruppe der Sowjetischen Streitkräfte in Deutschland
Die Gruppe der Sowjetischen Streitkräfte in Deutschland (kurz: GSSD; russisch Группа советских войск в Германии, ГСВГ [Gruppa sowjetskich wojsk w Germanii, GSWG]) waren Gliederungen der Land- und Luftstreitkräfte der Sowjetarmee, die von 1954 bis 1991 in der Deutschen Demokratischen Republik (DDR) bzw. der Bundesrepublik Deutschland stationiert waren. Von 1988 an, über die Auflösung der Sowjetunion 1991 hinaus, bis zum Abzug der dann russischen Truppen 1994 war die offizielle Bezeichnung Westgruppe der Truppen (kurz: WGT, russisch Западная группа войск, ЗГВ [Sapadnaja gruppa wojsk, SGW]). In der Bundesrepublik bezeichnete man sie auch als Gruppe der Sowjetischen Truppen in Deutschland (GSTD).
Die sowjetischen Truppen in der DDR stellten das größte Truppenkontingent dar, das jemals über einen so langen Zeitraum von einer Besatzungsmacht im Ausland unterhalten wurde.

## Kampfführung
Die Militärdoktrin der GSSD, deren Kampfkraft von der Führung des Warschauer Paktes als hoch eingeschätzt wurde, war durch hohe Geschwindigkeit und hohe Beweglichkeit der vollmotorisierten Verbände, zusammen mit den Luftsturmtruppen, stark offensiv ausgelegt. Die stärkste Massierung fand sich im Bereich der 2. Garde-Panzerarmee und 3. Stoßarmee, ausgehend vom Truppenübungsplatz Altmark über Neuruppin bis Schwerin, und bedrohte damit die gegenüberliegenden NATO-Verbände, insbesondere von NORTHAG. Im Falle eines Angriffes sollte durch einen zügigen Vorstoß die Verteidigung der NATO durchbrochen und ihre Versorgungslinien zerschnitten werden. Vorwärts eingesetzte taktische Atomwaffenanlagen galt es zu überrennen und Gegenangriffe des Gegners möglichst frühzeitig zu zerschlagen. In der zweiten Phase sollten Räume besetzt werden, in denen kanadische, US-amerikanische oder britische Reserven angelandet werden können, um deren Eingreifen auf dem Kriegsschauplatz zu unterbinden (vergleiche Return of Forces to Germany). Ähnlich wie die NATO war die GSSD dazu befähigt, ein Gefecht der verbundenen Waffen im Kampf einzusetzen.

## Ausrüstung
Im Jahr 1982 war die GSSD mit modernen Waffensystemen wie dem T-72, T-64 und BMP für eine hochbewegliche Kriegsführung ausgestattet. Sie verfügte über insgesamt 5000–7000 Kampfpanzer sowie 2350 Schützenpanzerwagen. Die motorisierten Schützenregimenter verfügten seit 1976 über jeweils ein Panzerartilleriebataillon mit 18 Stück 122-mm-Panzerhaubitzen vom Typ 2S1. Dazu kamen zu jedem Panzer- oder mot. Schützenregiment je acht Flugabwehr-Selbstfahrlafetten ZSU-23-4. Die Feld- und Raketenartillerie wurde bis Mitte der 1970er Jahre modernisiert, darunter Raketenwerfer.
Ein Artillerieregiment bestand seit 1977 aus dem Regimentsstab und 18 152-mm-Kanonenhaubitzen M1955, Feldhaubitzen und zwei Bataillonen mit 122-mm-Kanonenhaubitzen M1963. Sämtliche GSSD-Divisionen verfügten seit 1978 über ein Raketenbataillon für die Fernbekämpfung von Zielen bis 300 km.
Die taktische Luftflotte verfügte über 120 Aufklärungsflugzeuge, 680 Jäger und Jagdbomber, 100 leichte Bomber und 120 Transporter und Hubschrauber. Die Masse der Jagdverbände bestand aus Allwetterjägern MiG-21, teilweise MiG-25, Jak-28P.
Das Rückgrat der Jagdbomber bildeten die Su-7BM und MiG-21SMT. Hinzu kamen Schwenkflügel-Jagdbomber wie die MiG-23B und der Fernaufklärer MiG-25R. Die Frontfliegerkräfte konnten zur Unterstützung der Bodentruppen auf Mi-24-Kampfhubschrauber zurückgreifen.

## Geschichte

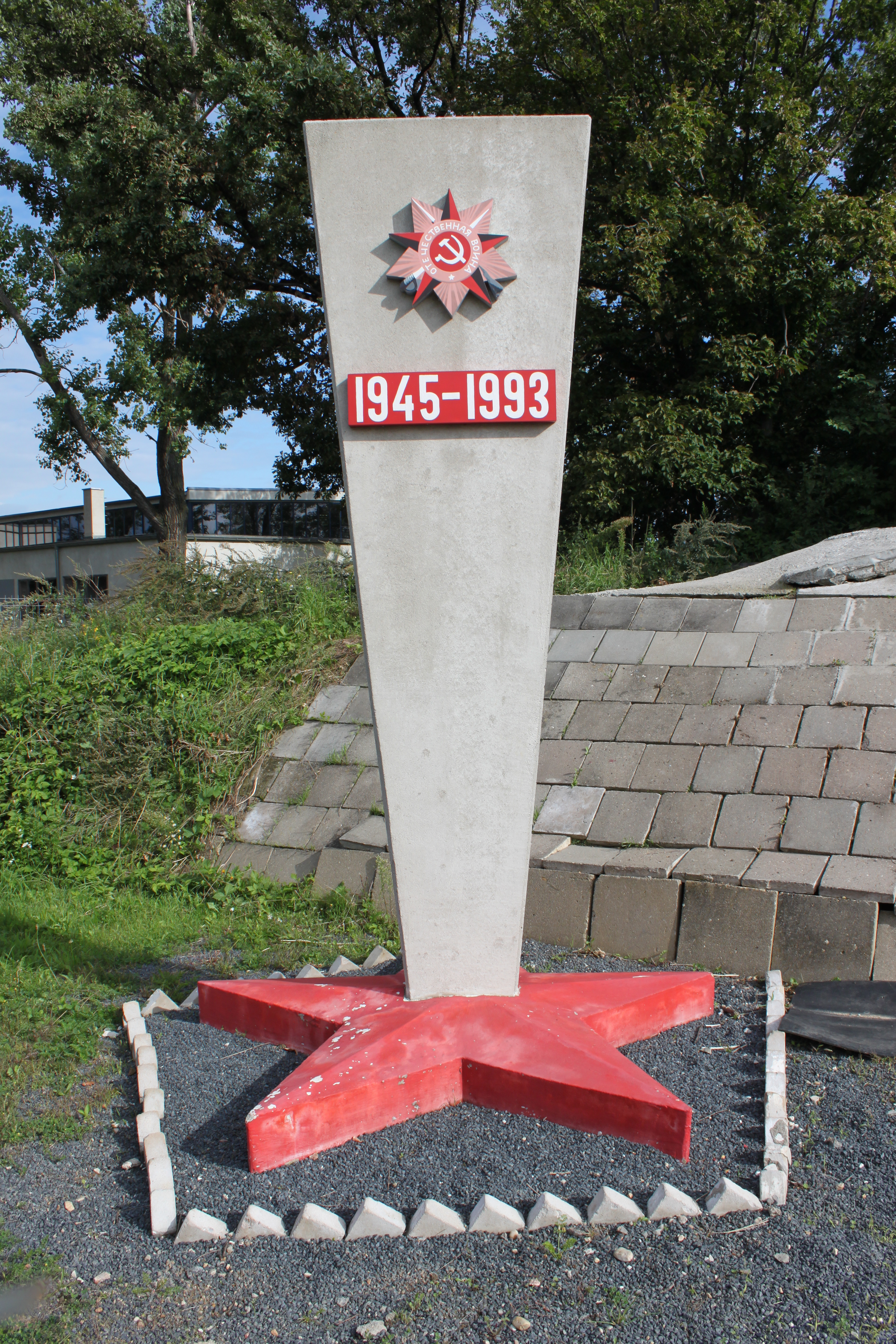
Abschiedsstele auf dem Flugplatz Großenhain, versehen mit dem Orden des Vaterländischen Krieges

Die GSSD ging am 26. März 1954 aus der Gruppe der Sowjetischen Besatzungstruppen in Deutschland (GSBT bzw. GSBTD; russisch Группа советских оккупационных войск в Германии Gruppa sowjetskich okkupazionnych wojsk w Germanii) hervor, die in der Sowjetischen Besatzungszone (SBZ) seit dem 29. Mai 1945 bestand. Die GSBT setzte sich nach Beendigung des Zweiten Weltkriegs aus Truppenteilen der Ersten Weißrussischen Front, der Zweiten Weißrussischen Front sowie der Ersten Ukrainischen Front der Roten Armee zusammen. Der Sitz des Oberkommandos befand sich bis wahrscheinlich 1951/1952 in Potsdam-Babelsberg und wurde dann nach Wünsdorf verlegt.

### Besatzung
Diese Truppen hatten die Aufgabe, für die Einhaltung der Bestimmungen des Potsdamer Abkommens zu sorgen. Sie sicherten dabei neben der innerdeutschen Grenze (zunächst Zonengrenze genannt) auch die Demontage von Industrieanlagen und nahmen während der Berlin-Krise 1948/1949 Polizeiaufgaben wahr. Sie dienten vor allem zur Durchsetzung der militärischen und politischen Interessen der Sowjetunion.
Die Stärke der GSBT sank von ursprünglich etwa 1,5 Millionen Mann bis Ende 1947 auf 350.000 Mann. Ab 1949/1950 wurde die Truppe wegen des durch Berlin-Krise und Koreakrieg verschärften Ost-West-Konflikts verstärkt und aufgerüstet; die Personalstärke der sowjetischen Besatzungstruppen wuchs auf 500.000–600.000 Soldaten. Bis 1953 war das Personal der GSBT eng mit der Sowjetischen Militäradministration in Deutschland (bis 1949) und danach mit der Sowjetischen Kontrollkommission (SKK) verbunden.
Mit der Auflösung der SKK am 28. Mai 1953 wurden Besatzungstruppen und Verwaltung voneinander getrennt. Der Oberkommandierende der sowjetischen Streitkräfte in Deutschland und der sowjetische Botschafter waren die höchsten sowjetischen Repräsentanten in der DDR.
Beim Aufstand vom 17. Juni 1953 verhängte die sowjetische Militärführung den Ausnahmezustand (Kriegsrecht). Die GSBT setzte in Ost-Berlin hierzu die 1. und 14. Mechanisierte Division und die 12. Panzerdivision mit insgesamt 600 Panzern vom Typ T-34 ein und in anderen Teilen der DDR weitere 13 Divisionen.
Am 25. März 1954 gab die sowjetische Regierung unter Chruschtschow bekannt, die DDR solle die volle Souveränität erhalten. Einen Tag später wurde die GSBT in Gruppe der Sowjetischen Streitkräfte in Deutschland (GSSD) umbenannt, was das Ende der Besatzungszeit signalisierte. Mit der formalen Souveränitätserklärung war zudem der Weg frei, die DDR in den Warschauer Pakt aufzunehmen. Am 20. September 1955 unterzeichneten die Sowjetunion und die DDR einen Staatsvertrag.
Die Hauptaufgabe der GSSD war angeblich die Sicherung der DDR gegen die NATO. Ihre starke personelle und materielle Ausstattung, ab Mitte/Ende der 1950er Jahre einschließlich Atomwaffen, ließ unverkennbar ihre offensive Ausrichtung gemäß der sowjetischen Militärdoktrin erkennen, was westliche Länder als Bedrohung wahrnahmen (siehe Kalter Krieg).

### Stationierungsabkommen

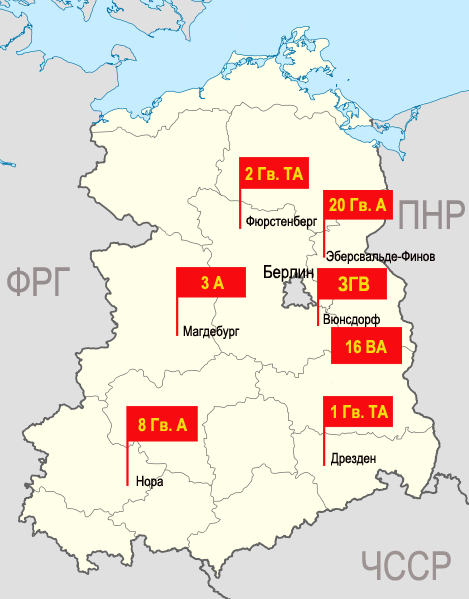
Karte mit Armeestandorten

Am 12. März 1957 wurde zwischen den Regierungen der Sowjetunion und der DDR in einem Abkommen über den zeitweiligen Aufenthalt sowjetischer Streitkräfte auf dem Territorium der DDR vereinbart, dass die zahlenmäßige Stärke der sowjetischen Truppen, ihre Stationierungsorte und Übungsräume mit den Staatsorganen der DDR abgestimmt werden. In diesem Abkommen wurde ferner festgelegt, dass sich die sowjetischen Streitkräfte nicht in die inneren Angelegenheiten der DDR einmischen.
1956/1957 zogen die 18. Armee und zwei Divisionen mit insgesamt rund 33.000 Soldaten ab. Von April bis September 1959 wurden zudem sowjetische Mittelstreckenraketen vom Typ R-5M (NATO-Codename SS-3 Shyster) in der DDR in Fürstenberg/Havel und in Vogelsang (südöstlich dieser Stadt) mit der 72. Ingenieurbrigade stationiert.
1963 betrug die Mannschaftsstärke der GSSD 386.000 Soldaten, davon gehörten 46.000 zur 16. Luftarmee. Zur Ausrüstung zählten 7500 Panzer, 100 Taktische Raketen, 484 Jagdflugzeuge, 146 Jagdbomber, 101 Aufklärungsflugzeuge, 122 Bomber und 80 Hubschrauber.
1968 waren die Truppen der GSSD an der Niederschlagung des Prager Frühlings in der Tschechoslowakei beteiligt. Es kamen hierbei die 1. Gardepanzerarmee (Dresden) mit vier Divisionen, die 20. Gardearmee mit drei Divisionen (insgesamt rund 2000 Panzer) und Teile der 16. Luftarmee zum Einsatz.
Auf Beschluss der Regierung der UdSSR wurden 1979/1980 rund 20.000 Armeeangehörige, 1000 Panzer und zahlreiche Einrichtungen vom Territorium der DDR abgezogen.
In den Sonderwaffenlagern Himmelpfort und Stolzenhain verwahrte die GSSD von 1968 bis 1990 Kernwaffen, die im Kriegsfall an Einheiten der NVA ausgegeben werden sollten. Auf bedeutenden Militärflugplätzen, wie beispielsweise Großenhain und Altenburg, waren Kernwaffen eingelagert. Diese Standorte wurden gegenüber der Bevölkerung der DDR stets geheim gehalten.
Im Zuge der Perestroika und dem damit verbundenen Schwenk der sowjetischen Politik unter Michail Gorbatschow begann die Reduzierung der GSSD. Bereits zwischen 1989 und 1991 wurden alle atomaren Kurzstreckenraketen (NATO-Bezeichnung: SS-12, SS-23), drei Panzerdivisionen sowie eine Luftsturmbrigade und Pionierübersetzkräfte abgezogen, dazu 1991 die 3. Garde-Speznas-Brigade.
Während der friedlichen Revolution in der DDR 1989/1990 blieben die sowjetischen Truppen in ihren Kasernen und griffen nicht ein, was Grundvoraussetzung für das Gelingen der friedlichen Revolution war.
Spätestens am 29. Juni 1991 sollen in Deutschland keine sowjetischen Atomwaffen mehr stationiert gewesen sein (auch die offenkundig letzten in Altengrabow nicht mehr). So äußerte sich jedenfalls der letzte Chef der GSSD, Matwei Prokopjewitsch Burlakow, gegenüber dem damaligen deutschen Inspekteur des Heeres Jörg Schönbohm.
Im Rahmen des Zwei-plus-Vier-Vertrages, der den Weg zur deutschen Wiedervereinigung 1990 ebnete, wurde der Abzug der sowjetischen Truppen bis zum 31. Dezember 1994 vereinbart.

### Abzug

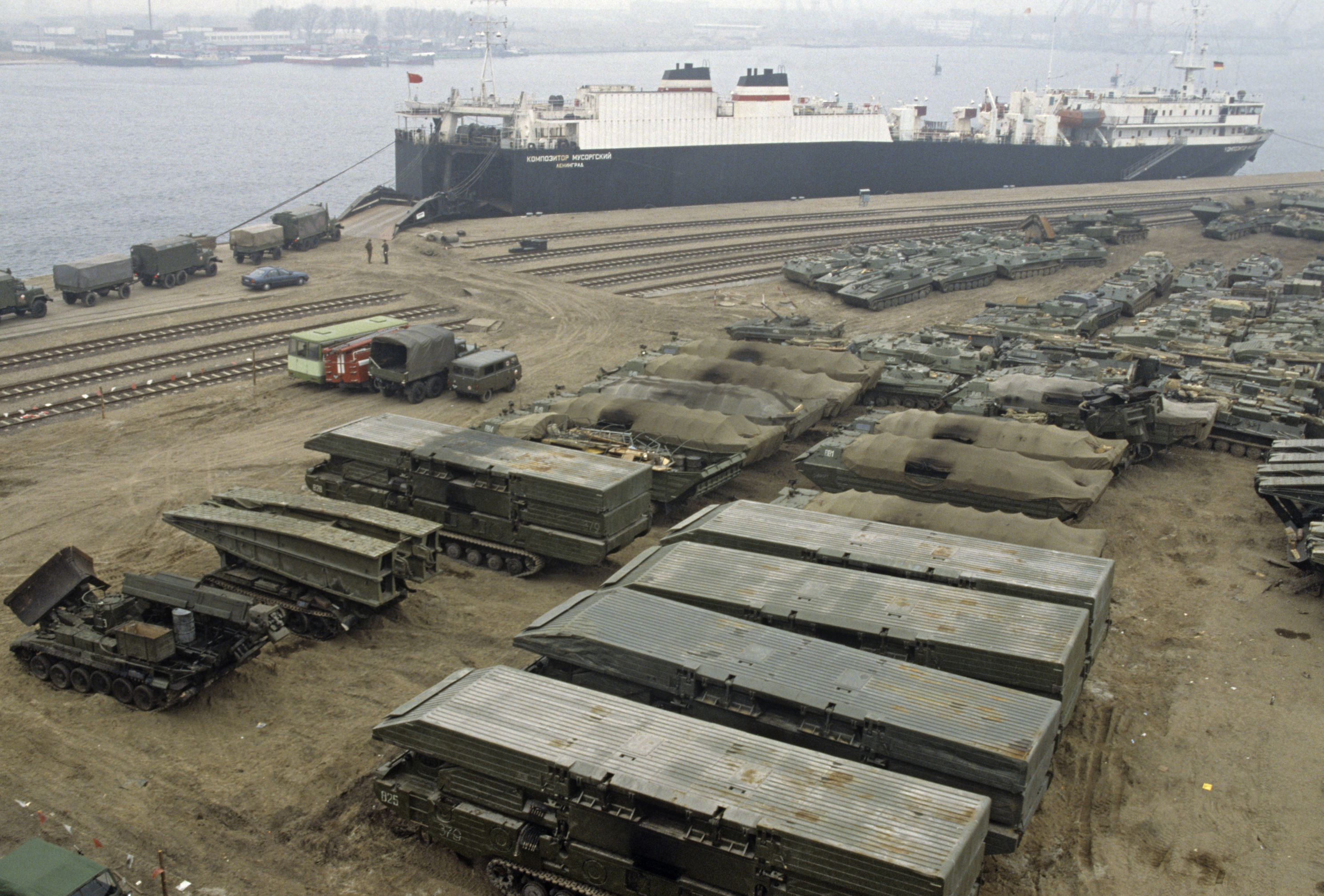
Abzug von sowjetischen Waffen und Gerät über den Hafen in Rostock, 1991

Der Abzug war die in der Militärgeschichte größte Truppenverlegung zu Friedenszeiten. In Folgeverhandlungen wurde der Termin auf den 31. August 1994 vorverlegt. Als Gegenleistung verpflichtete sich Deutschland, der Sowjetunion bzw. der Gemeinschaft Unabhängiger Staaten rund 15 Milliarden Deutsche Mark (kaufkraftbereinigt in heutiger Währung: rund 13,1 Milliarden Euro) zur Deckung der Kosten für die Rückführung, für Umschulungsmaßnahmen der Soldaten und für den Aufbau von Wohnungen zu zahlen. Trotz der Schwierigkeiten, die sich aus der Auflösung der Sowjetunion im gleichen Zeitraum ergaben, wurde der Abzug planmäßig und fristgemäß bis Ende August 1994 vollzogen. Abgezogen wurden sechs russische Armeen und weitere Truppenverbände. Der Rücktransport der Truppen und des Materials verlief vor allem auf dem Seeweg über den Hafen Rostock und den Fährhafen Sassnitz sowie per Bahn durch Polen.
Die russische Armee verabschiedete sich am 25. Juni 1994 mit einer in der Wuhlheide abgehaltenen Militärparade der 6. Garde-Mot.-Schützenbrigade von Berlin. Die Abschiedsfeiern am 11. Juni 1994 in Wünsdorf und am 31. August 1994 im Berliner Treptower Park markierten das Ende der sowjetischen Militärpräsenz auf deutschem Boden. Der russische Präsident Boris Jelzin und Bundeskanzler Helmut Kohl verabschiedeten die Westgruppe der Truppen in einem offiziellen Festakt im Berliner Schauspielhaus am Gendarmenmarkt. Am 1. September 1994 flog der Oberkommandierende der Streitkräfte, Generaloberst Matwej Burlakow, vom Militärflughafen Sperenberg nach Moskau zurück. Am 9. September verließen mit dem Nachkommando und dem Stabschef Generaloberst Anton W. Terentjew (russisch Антон Владимирович Терентьев) die letzten Soldaten von Schönefeld aus deutschen Boden.

## Gliederung

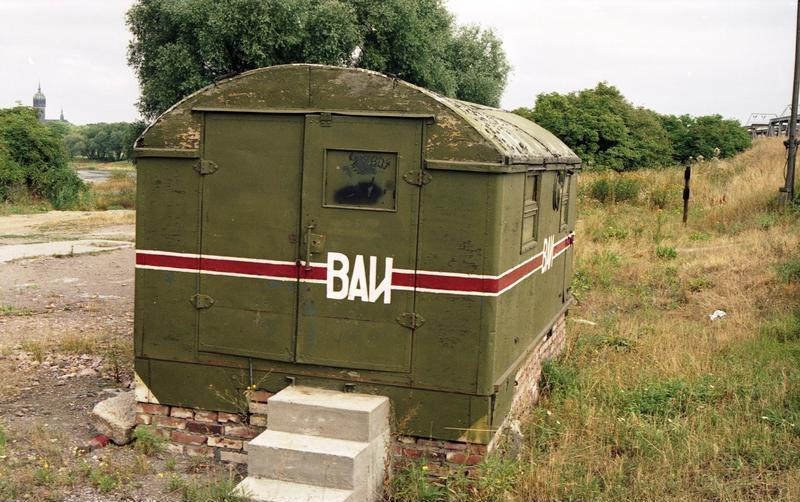
Sowjetischer Wachtposten in Wittenberg, 1991

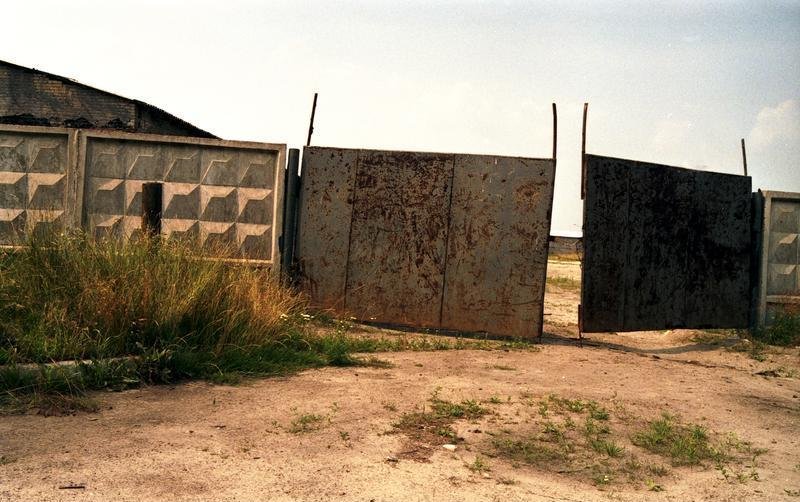
Verlassenes Gelände der ehemaligen sowjetischen Streitkräfte bei Stendal, 1991

### GSBT-Verbände 1945/1946
- 1. Weißrussische Front
- 2. Stoßarmee (Hauptquartier [HQ] in Schwerin), 1946 Rückverlegung Armee-HQ zur Neuformierung HQ Militärbezirk Archangelsk
- 3. Stoßarmee (Stendal)
- 5. Stoßarmee (Olympisches Dorf bei Nauen, nur bis Ende 1945)
- 8. Gardearmee (Nohra)
- 47. Armee (Halle/Saale, nur bis Ende 1945)
- 1. Gardepanzerarmee (Radebeul bei Dresden)
- 2. Gardepanzerarmee (Fürstenberg/Havel)
- 1. Garde-Panzerkorps
- 11. Panzerkorps
- 2. Garde-Kavalleriekorps
- 16. Luftarmee (Woltersdorf)
- Dnepr-Flottille (nur bis Ende 1945)

### GSSD 1971 (unvollständig)
Unmittelbar unterstellt:
- 35. Garde-Luftsturmbrigade (Cottbus)
- 3. Garde-Spezialaufklärungsbrigade (Neuthymen)
- 82. Osnaz-Brigade (Merseburg) Elektronische Aufklärung
- 34. Artilleriedivision (Potsdam)
  - 286. Schwere Garde-Haubitzenbrigade (Potsdam)
  - 288. Schwere Haubitzenbrigade (Chemnitz)
  - 303. Garde-Artilleriebrigade (Altengrabow)
  - 307. Durchbruch-Artilleriebrigade (Chemnitz)
- 164. Raketenbrigade (Drachhausen)
- 175. Raketenbrigade (Oschatz)

1. Gardepanzerarmee:
- selbstständiges 23. Panzerregiment/Armee
- 108. Panzerregiment/9. Panzerdivision

8. Gardearmee:
- 20. Garde-Panzerdivision mit Kampfpanzern vom Typ T-54 und Schwere Panzer vom Typ T-10
- 20. Garde-Mot.-Schützendivision
- 39. Garde-Mot.-Schützendivision
  - ausgerüstet mit 20 Kampfpanzern vom Typ IS-3 und IS-4, bis zu 20 Kampfpanzern vom Typ T-34/85 und Schützenpanzern vom Typ BTR-152
- 57. Garde-Mot.-Schützendivision
- 43. Garde-Artilleriebrigade
- Truppenfliegereinheiten in
  - Hubschrauberstaffel Nohra
  - 6. Jagdbomberdivision Merseburg
- Luftwarnbataillon
- Nacht-Aufklärungsbataillon
- Flugabwehrraketenregimenter mit mobilen Flugabwehrraketen SA-4 Ganef

### GSSD 1982

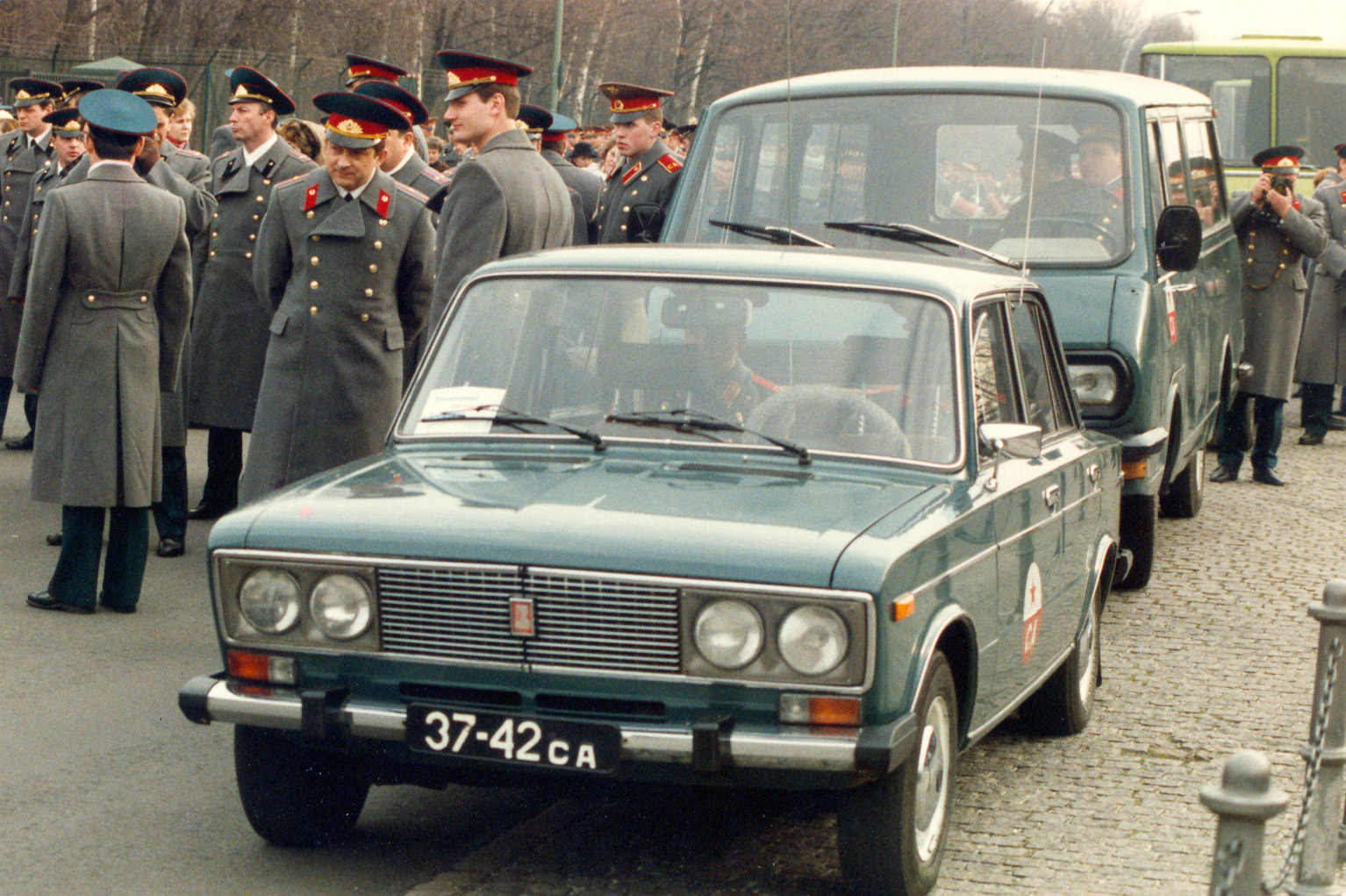
Soldaten der GSSD zu Feierlichkeiten am Sowjetischen Ehrenmal in Berlin-Tiergarten

Die GSSD war im Jahr 1982 mit fünf Armeen einer Gesamtstärke von 370.000 Mann und 1020 Flugzeugen der 16. Taktischen Luftflotte die stärkste Massierung sowjetischer Truppen in Mittel- und Südosteuropa.
Unmittelbar unter GSSD unterstellt:
- 35. Garde-Luftsturmbrigade (Cottbus)
- 3. Garde-Spezialaufklärungsbrigade (Neuthymen)
- 82. Osnaz-Brigade (Merseburg) Elektronische Aufklärung
- 34. Artilleriedivision (Potsdam)
  - 286. Schwere Garde-Haubitzenbrigade (Potsdam)
  - 288. Schwere Haubitzenbrigade (Chemnitz)
  - 303. Garde-Artilleriebrigade (Altengrabow)
  - 307. Durchbruch-Artilleriebrigade (Chemnitz)
- 164. Raketenbrigade (Drachhausen)
- 175. Raketenbrigade (Oschatz)

Die fünf Armeen und 20 Divisionen unterteilten sich wie folgt:
1. Garde-Panzerarmee (Dresden):
- 6. Garde-Panzerdivision (Lutherstadt Wittenberg)
- 7. Garde-Panzerdivision (Dessau-Roßlau)
- 9. Panzerdivision (Riesa)
- 11. Garde-Panzerdivision (Dresden-Klotzsche)
- 27. Garde-Mot-Schützendivision (Halle/Saale)

2. Garde-Panzerarmee (Neubrandenburg):
- 9. Panzerdivision (Neustrelitz)
- 32. Mot-Schützendivision (Perleberg/Prignitz)
- 94. Garde-Mot-Schützendivision (Schwerin)

3. Armee (Magdeburg):
- 10. Garde-Panzerdivision (Krampnitz bei Potsdam)
- 25. Panzerdivision (Gransee/Vogelsang)
- 47. Panzerdivision (Hillersleben/Altmark)
- 207. Garde-Mot-Schützendivision (Stendal/Altmark)

8. Gardearmee (Weimar):
- 20. Panzerdivision (Jena)
- 20. Garde-Mot-Schützendivision (Grimma)
- 39. Garde-Mot-Schützendivision (Ohrdruf/Thüringen)
- 57. Garde-Mot-Schützendivision (Naumburg/Saale)

20. Gardearmee (Eberswalde):
- 6. Garde-Mot-Schützendivision (Bernau bei Berlin)
- 14. Garde-Mot-Schützendivision (Jüterbog)
- 19. Mot-Schützendivision (Döberitz/Havelland)

16. Luftarmee (Wünsdorf bei Zossen):
- drei Aufklärungsregimenter in Altenburg, Stendal und Welzow
- drei Bomberregimenter in Großenhain, Fürstenwalde und Jüterbog
- drei Transportregimenter Fürstenwalde, Oranienburg und Spremberg
- Fliegerkorps Nord (Wittstock/Dosse)
- Jagdfliegerdivision (Pütnitz) mit drei Jagdgeschwadern[Anm. 7] in Groß Dölln, Pütnitz und Wittstock
- Jagdbomberdivision (Rechlin-Lärz) mit drei Jagdgeschwadern in Neuruppin, Rechlin-Lärz und Parchim
- Fliegerkorps Süd (Lutherstadt Wittenberg)
- Jagdfliegerdivision (Zerbst) mit drei Jagdgeschwadern in Jüterbog, Zerbst und Merseburg

In den Jahren 1979/1980 waren folgende sowjetische Truppen in Zentral- und Osteuropa disloziert:
- 31 Divisionen, davon 20 (zehn Panzerdivisionen) in der DDR und die 16. taktische Luftarmee
- zwei Panzerdivisionen in Polen und die 37. taktische Luftarmee
- vier (zwei Panzerdivisionen) in Ungarn
- fünf (zwei Panzerdivisionen) in der CSSR

Eine sowjetische Mot-Schützendivision hatte eine durchschnittliche Stärke von etwa 11.000 Mann.

### GSSD 1989
In den 1980er Jahren wurden die GSSD umorganisiert. 1989 bestanden die GSSD aus fünf Armeen und 19 Divisionen, die sich wie folgt unterteilten:
1. Garde-Panzerarmee (Dresden):
- 9. Panzerdivision (Riesa)
- 11. Garde-Panzerdivision (Dresden-Klotzsche)
- 20. Garde-Mot-Schützendivision (Grimma)

2. Garde-Panzerarmee (Neubrandenburg):
- 16. Garde-Panzerdivision (Neustrelitz)
- 21. Mot-Schützendivision (Perleberg)
- 94. Garde-Mot-Schützendivision (Schwerin)
- 207. Mot-Schützendivision (Stendal/Altmark)

3. Armee (Magdeburg):
- 7. Garde-Panzerdivision (Dessau-Roßlau)
- 10. Garde-Panzerdivision (Magdeburg)
- 12. Garde-Panzerdivision (Neuruppin)
- 47. Garde-Panzerdivision (Hillersleben/Altmark)

8. Gardearmee (Weimar):
- 27. Garde-Mot-Schützendivision (Halle)
- 39. Garde-Mot-Schützendivision (Ohrdruf)
- 57. Garde-Mot-Schützendivision (Naumburg)
- 79. Garde-Panzerdivision (Jena)

20. Gardearmee (Eberswalde):
- 25. Panzerdivision (Vogelsang)
- 32. Garde-Panzerdivision (Jüterbog)
- 35. Mot-Schützendivision (Krampnitz)
- 90. Garde-Panzerdivision (Bernau bei Berlin)
- 6. Garde-Mot-Schützenbrigade (Karlshorst)

16. Luftarmee (Wünsdorf bei Zossen):
- 61. Garde-Jagdfliegerkorps (Wittenberg)
  - 6. Garde-Jagdfliegerdivision (Merseburg) mit drei Jagdfliegerregimentern in Merseburg, Falkenberg und Altenburg
  - 105. Jagdbomberfliegerdivision (Großenhain) mit drei Jagdbomberfliegerregimentern in Großenhain, Brand und Finsterwalde
  - 126. Jagdfliegerdivision (Zerbst) mit drei Jagdfliegerregimentern in Zerbst, Jüterbog und Köthen
- 71. Jagdfliegerkorps (Wittstock)
  - 16. Garde-Jagdfliegerdivision (Ribnitz-Damgarten) mit drei Jagdfliegerregimentern in Wittstock, Damgarten und Finow
  - 125. Jagdbomberfliegerdivision (Rechlin) mit drei Jagdbomberfliegerregimentern in Neuruppin, Rechlin-Lärz und Parchim
- 3× Nachrichtenbrigaden
- 3× Aufklärungsfliegerregimenter
- 2× Schlachtfliegerregimenter
- 1× Gemischtes (Transport) Fliegerregiment

Direkt dem Kommandeur der Gruppe der Sowjetischen Streitkräfte in Deutschland unterstellte Einheiten
- 35. Garde-Luftsturmbrigade (Cottbus)
- 3. Garde-Spezialaufklärungsbrigade (Neuthymen)
- 82. Osnaz-Brigade (Merseburg) Elektronische Aufklärung
- 34. Artilleriedivision (Potsdam)
  - 286. Schwere Garde-Haubitzenbrigade (Potsdam)
  - 288. Schwere Haubitzenbrigade (Chemnitz)
  - 303. Garde-Artilleriebrigade (Altengrabow)
  - 307. Durchbruch-Artilleriebrigade (Chemnitz)
- 164. Raketenbrigade (Drachhausen)
- 175. Raketenbrigade (Oschatz)

### WGT 1991
Die sowjetischen Truppen belegten auf dem Territorium der DDR 777 Kasernenanlagen an 276 Orten. Dies schloss 47 Flugplätze und 116 Truppenübungsplätze mit ein. Die in Deutschland freigezogenen Standorte umfassten eine Fläche von der Größe des Saarlandes. Sie waren die letzten großen Flächenreserven im dicht besiedelten, industriell geprägten Europa. Die WGT zählte im Januar 1991 nach eigenen Angaben 337.800 Soldaten in 24 Divisionen, verteilt auf fünf Landarmeen und eine Luftarmee. Dazu kamen noch 208.400 Familienangehörige von Offizieren sowie Zivilangestellte, darunter befanden sich etwa 90.000 Kinder.
Die meisten Standorte befanden sich im Gebiet des heutigen Landes Brandenburg. Das Oberkommando der GSSD/WGT befand sich in Wünsdorf.
Die WGT war im Jahre 1991 folgendermaßen gegliedert:
Direkt unterstellte Truppenteile und Verbände:
- 35. Garde-Luftsturmbrigade (Cottbus)
- 3. Garde-Spezialaufklärungsbrigade (Neuthymen)
- 82. Osnaz-Brigade (Merseburg) Elektronische Aufklärung
- 34. Artilleriedivision (Potsdam)
  - 286. Schwere Garde-Haubitzenbrigade (Potsdam)
  - 288. Schwere Haubitzenbrigade (Chemnitz)
  - 303. Garde-Artilleriebrigade (Altengrabow)
  - 307. Durchbruch-Artilleriebrigade (Chemnitz)
- 164. Raketenbrigade (Drachhausen)
- 175. Raketenbrigade (Oschatz)

1. Gardepanzerarmee (Dresden):
2. Garde-Panzerarmee (Fürstenberg/Havel):
3. Armee (Magdeburg):
8. Gardearmee (Nohra bei Weimar):
20. Gardearmee:
16. Luftarmee (Wünsdorf):

## Sonstige Angaben

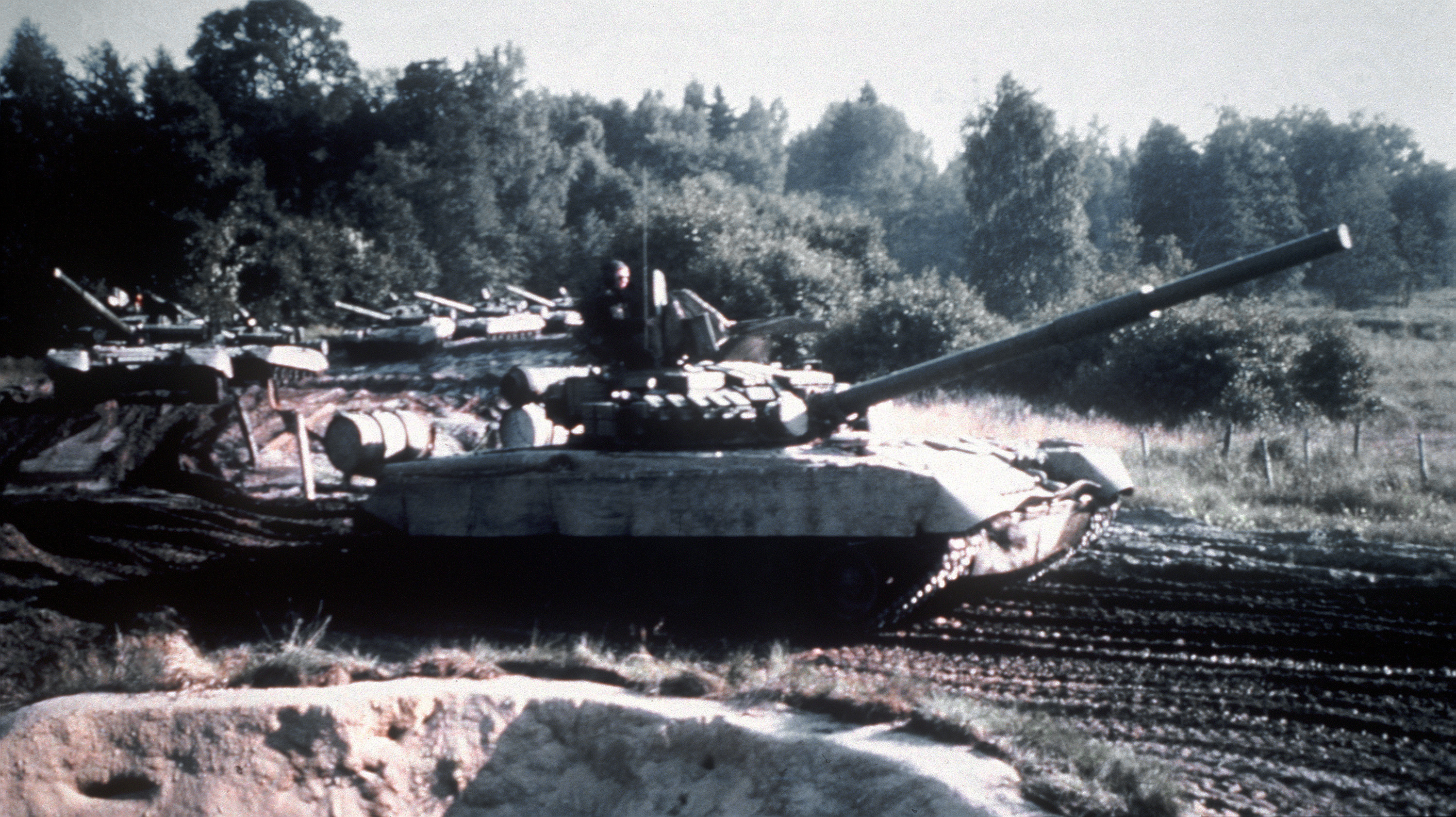
Kampfpanzer vom Typ T-80BW

Zur Ausrüstung an Waffen und Gerät gehörten 1991 noch rund:
- 4.200 Kampfpanzer
- 8.200 gepanzerte Fahrzeuge
- 3.600 Geschütze
- 106.000 sonstige Kraftfahrzeuge
- 690 Flugzeuge
- 680 Hubschrauber
- 180 Raketensysteme
- 95.500 Kraftfahrzeuge
- 677.000 Tonnen Munition

sowie zahlreiche Luftabwehr-, Pionier- und andere Kampf- und Kampfunterstützungsbrigaden und -Einheiten.
Ein Panzerregiment der WGT verfügte in der Regel über 94 Kampfpanzer (T-64 bzw. T-80) in drei Bataillone zu je 31 Kampfpanzern, 43 Schützenpanzer (BMP-2) in einem Bataillon, vier Flugabwehrraketensysteme 9K35 Strela-10 in einer Batterie und 18 Selbstfahrlafetten 2S1 in einer Abteilung zu drei Batterien.
Ein Kampfhubschrauberregiment verfügte über 26–42 Mi-24, 9–20 Mi-8 und 3–4 Mi-9. Dem Stab der WGT unmittelbar unterstellt waren das 239. Hubschrauberregiment in Oranienburg, die 113. Hubschrauberstaffel in Sperenberg sowie die 292. Hubschrauberstaffel in Cochstedt.

## Oberbefehlshaber
Die nachstehende Aufstellung enthält die Oberbefehlshaber der sowjetischen Besatzungstruppen in Deutschland, der Gruppe der sowjetischen Truppen in Deutschland und der Westgruppe der Truppen in chronologischer Reihenfolge.
Die ersten drei Oberbefehlshaber waren in Personalunion Chefs der SMAD.

### GSBTD
- Georgi K. Schukow (9. Juni 1945 – 21. März 1946)
- Wassili D. Sokolowski (21. März 1946 – 31. März 1949)
- Wassili I. Tschuikow (31. März 1949 – 26. Mai 1953)
- Andrei A. Gretschko (26. Mai 1953 – 25. März 1954)

### GSSD
- Andrei A. Gretschko (26. März 1954 – 16. November 1957)
- Matwei W. Sacharow (17. November 1957 – 14. April 1960)
- Iwan I. Jakubowski (15. April 1960 – 9. August 1961)
- Iwan S. Konew (9. August 1961 – 18. April 1962)
- Iwan I. Jakubowski (19. April 1962 – 26. Januar 1965)
- Pjotr K. Koschewoi (27. Januar 1965 – 31. Oktober 1969)
- Wiktor G. Kulikow (1. November 1969 – 13. September 1971)
- Semjon K. Kurkotkin (14. September 1971 – 19. Juli 1972)
- Jewgeni F. Iwanowski (20. Juli 1972 – 25. November 1980)
- Michail M. Saizew (26. November 1980 – 6. Juli 1985)
- Pjotr G. Luschew (7. Juli 1985 – 11. Juli 1986)
- Waleri A. Belikow (12. Juli 1986 – 12. November 1987)
- Boris W. Snetkow (26. November 1987 – 13. Dezember 1990)

### WGT
- Boris W. Snetkow (26. November 1987 – 13. Dezember 1990)
- Matwei P. Burlakow (13. Dezember 1990 – 31. August 1994)

Militärrat der WGT:

Zum Militärrat der WGT gehörten im Juni 1993 folgende Generäle:
- WGT-Oberbefehlshaber – Generaloberst M. P. Burlakow
- Erster Stellvertreter des Oberbefehlshabers der WGT – Generaloberst A. N. Mitjuchin
- Stellvertreter des Oberbefehlshabers der WGT für den Truppenabzug – Generalleutnant S. W. Tschernilewskyi
- Chef des Stabes der WGT – Generalleutnant A. W. Terentjew
- Stellvertreter des Oberbefehlshabers der WGT für Rückwärtige Dienste – Generalleutnant W. I. Isakow
- Stellvertreter des Oberbefehlshabers der WGT für Bewaffnung – Generalmajor W. N. Schulikow
- Befehlshaber der 16. Luftarmee – Generalleutnant A. F. Tarasenko

Chef des Stabes:
- M. S. Malinin (1945–1948)
- S. P. Iwanow (1948–1952)
- S. M. Schtemenko (1952–1953)
- A. P. Tarassow[19] (1953–1956)
- N. P. Sidelnikow[20] (1956–1959)
- G. F. Woronzow[21] (1959–1961)
- G. I. Ariko[22] (1961–1966)
- W. W. Turantjew[23] (1966–1970)
- W. S. Jakuschin[24] (1970–1974)
- D. A. Grinkewitsch[25][26] (1974–1981)
- I. W. Swiridow[27] (1981–1984)
- G. F. Kriwoschejew (1984–1987)
- A. K. Fjodorow (1987–1988)
- W. I. Fursin (1988–1990)
- L. W. Kusnezow (1990–1991)
- I. I. Podgornyj (1991–1993)
- A. I. Terentjew (1993–1994)

## Sowjetische Militärtribunale
Zumindest formell waren die sowjetischen Militärtribunale (SMT) der GSSD bzw. der WGT unterstellt. Sie konnten Verurteilte in eigene Haftanstalten nehmen.

## Berührung mit dem Leben in der DDR

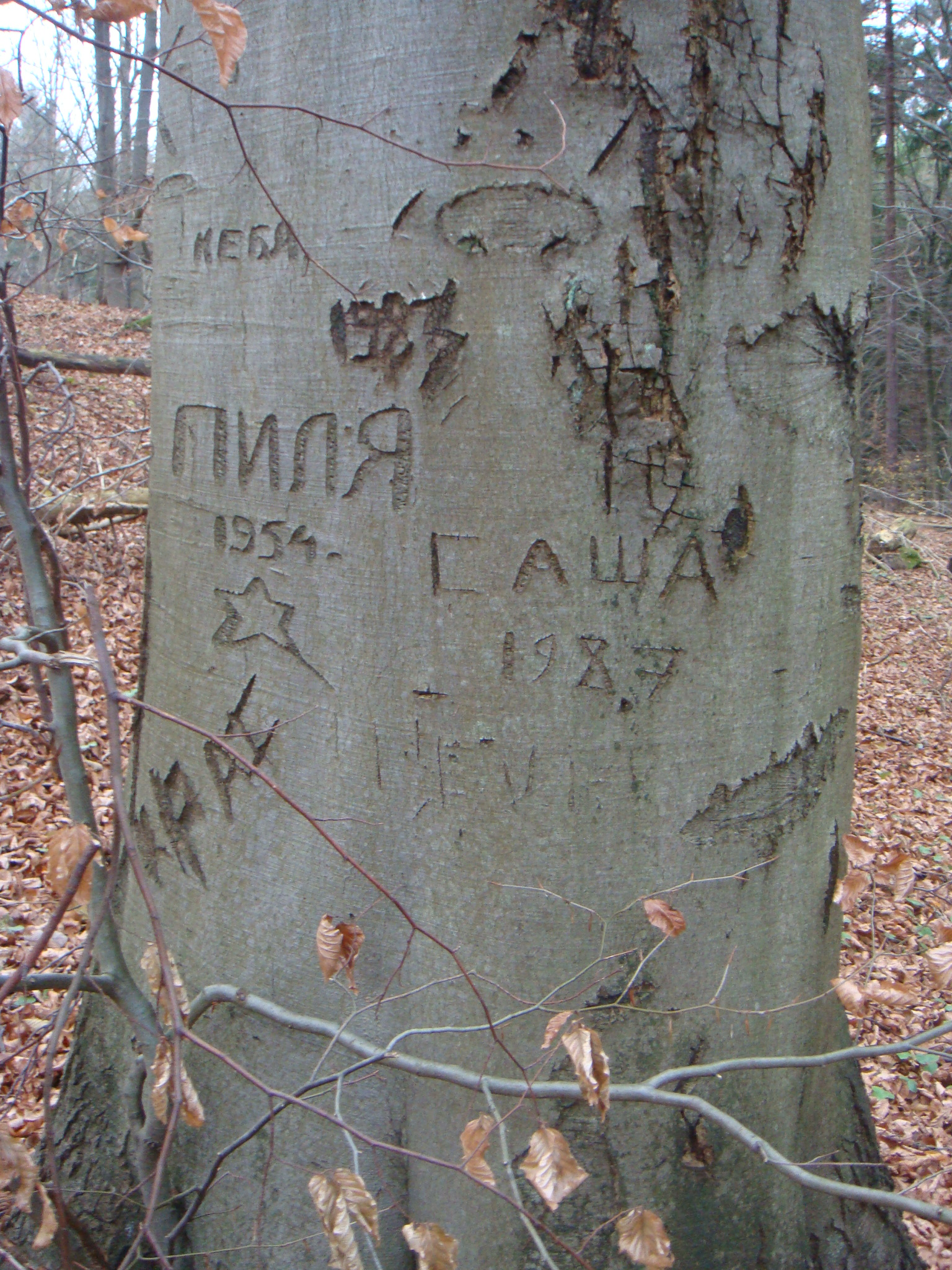
Autographen sowjetischer Soldaten im Forst bei Jena

Die sowjetischen Truppen waren an vielen Standorten in der ganzen DDR stationiert. Sie waren zwar größtenteils stark abgeschottet, sind aber auch partiell mit DDR-Bürgern in Kontakt gekommen, wenn es sich dabei auch oft um Verkehrsunfälle oder Kriminalität handelte. Offiziell geschah dies aufgrund eines Hilfe-Ersuchens staatlicher Stellen beim Eintreten von Naturkatastrophen oder technischen Havarien. So haben Soldaten der Sowjetarmee mit schwerer Technik bei Hochwassern, Wetter-Unbilden wie Schneeverwehungen und Unfällen in großen Industriekombinaten bei Bergungs- und Beräumungsarbeiten geholfen.
Ein weiterer Einsatzfall, der fast regelmäßig eingetreten ist, war die Hilfe von Soldaten bei der Einbringung der Getreide- und Hackfruchternte auf den Feldern der LPG oder der VEG (Volkseigenen Güter). Dabei kam es auch zu organisierten geselligen Begegnungen und Gesprächen, vor allem zwischen Schülern und Heranwachsenden mit den Militärangehörigen. Manchmal wurden Adressen ausgetauscht oder kleine Freundschaftsgeschenke übergeben. Es gab auch im Rahmen der Sozialistischen Waffenbrüderschaft freundschaftliche Kontakte zu Truppenteilen der Nationalen Volksarmee.
Auch bei Engpässen in Betrieben forderten Werksleiter sowjetische Soldaten als Arbeitskräfte an.
Sowjetische Offiziere hatten deutsche Stammkneipen in der Nähe ihrer Kasernen, wo sie in manchen Restaurant ihre eigenen Tische zugeordnet bekamen.
Mitgereiste Ehefrauen der sowjetischen Militärs arbeiteten halblegal im deutschen Einrichtungen, man traf sie in Bussen und Warenhäusern.
Die Russenmagazine innerhalb der Stadtgebiete und auch in den Militärobjekten wurden von DDR-Bürgern rege frequentiert.
Routinemäßige Kontakte gab es auch bei den Amtsgeschäften der Stadtverwaltungen bei der Versorgung der sowjetischen Kasernen mit Gas, Wasser, Müllabfuhr und Kanalisation.
Vor allem in den Dörfern rund um die Garnisonsstädte blühte der Tauschhandel.
Oft kam ein Kontakt auch zustande, indem stationierte Truppen ortsansässige Firmen für Handwerkerleistungen o. ä. in Anspruch nahmen.
Die Anwesenheit sowjetischer Soldaten im Land, die allerdings zumeist restriktiv auf das Leben in den streng abgeschirmten Kasernen beschränkt blieb, hat außer den erwähnten Andenken und Erinnerungsstücken bei ihren Empfängern auch gelegentliche Spuren in der Öffentlichkeit hinterlassen, wie solche Autographe auf den Baumrinden belegen, die bei Spaziergängen entstanden sind.
Offizieller Ort der Begegnung war das Armeekulturhaus, das „Haus der Offiziere“. Hier trafen sich Kindergartenkinder, Pioniere, FDJ-Mitglieder und Arbeitskollektive im Rahmen der DSF und auch Privatbesucher zu Banketten, Konzerten und Tanz.

## Varia
- Tonträger: Freundschaft – Orthodoxe Gesänge mit dem Chor der Russischen Westgruppe, Chormeister Alexander Warlanow, zehn Lieder. Aufgenommen am 23. August 1994 in der Russisch-Orthodoxen Kirche Leipzig, Abakus-CD 91-123, Greifenstein 1994